# Projet Athéniens
 (avril 2024).
Le projet "Athéniens" (Athenians Project) est un projet universitaire américain pluriannuel, par lequel il s'agit de compiler, informatiser et étudier les données concernant les habitants de l'ancienne Athènes. En appliquant la technologie moderne aux données anciennes, plus de 100 000 entrées ont été numérisées et conservées dans une base de données embarquée de type Empress depuis plus de 30 ans. Le projet est dirigé par le professeur John S. Traill du département de lettres classiques de l'université de Toronto.
Le projet "Athéniens" a été lancé dans les années 1970 afin de préserver et de rendre consultables les fiches manuscrites du Dr Benjamin Dean Meritt, défraîchies par l'âge. Meritt avait écrit des informations sur les habitants de l'Athènes antique et accumulé les fiches au cours des 40 dernières années. Ces fiches comprenaient des données collectées par Johannes Kirchner, qui a également contribué au domaine de l'épigraphie et de la prosopographie de l'Athènes antique dans son livre Prosopographia Attica. Publiée en 1901, la Prosopographia Attica de Kirchner comptait 15 588 entrées, se limitait à la période pré-augustéenne et ne contenait que des citoyens athéniens enregistrés.
Les données de "l'Athenian Project" sont disponibles en deux parties principales. La première est un ensemble de volumes imprimés reliés intitulés "Personnes de l'Athènes antique", comprenant plus de 100 000 entrées et dont la typographie est en grec ancien. La seconde est une base de données relationnelle de données sur les Athéniens, qui permet de rechercher des données à l'aide d'un ordinateur de diverses manières en vue d'une étude plus approfondie. Le projet de prosopographie des Athéniens comprend les citoyens athéniens au pays et à l'étranger, les esclaves, les étrangers résidents et les étrangers honorés à Athènes - tous les hommes et femmes connus d'Athènes depuis le début de l'écriture alphabétique jusqu'à la période byzantine.
Une partie des données est mise à la disposition de tous sur le site Internet "Attica". Le site "Attica" est conçu pour compléter les volumes publiés de "Persons of Ancient Athens" (PAA). Il existe actuellement 21 volumes publiés de PAA et au moins un autre devait être publié au cours des deux prochaines années. Le projet Athéniens est la base de données complète de Toronto de toutes les "Persons of Ancient Athens".
Les recherches dans le site Web Attica peuvent porter sur environ 10 000 noms, tous compris dans la moitié du volume quatre, la totalité du volume cinq et le premier tiers du volume six de "Persons of Ancient Athens", c'est-à-dire les noms commençant par les lettres beta à delta. Les recherches possibles vont de la sélection de toutes les personnes d'un dème particulier ou d'une profession spécifique à des recherches plus sophistiquées, par exemple pour trouver tous les Athéniens qui ont vécu entre des années spécifiées et/ou qui sont apparentés à une certaine personne et/ou qui sont attestés dans une catégorie de documents, etc.

## Histoire
Le projet "Athéniens" est le projet d'une vie du professeur émérite John Traill, expert de renommée mondiale et instructeur en "terminologie scientifique latine et grecque" à l'université de Toronto. Il a publié 24 livres et édité 5 autres ouvrages sur les inscriptions grecques, la topographie d'Athènes et de l'Attique et les habitants de l'Athènes antique. Au cours des trois dernières décennies, il a dirigé le projet "Athéniens". Au début des années 1980, Traill, avec le soutien de l'université de Toronto, a demandé et obtenu une bourse de recherche du Conseil de recherches en sciences humaines du Canada pour utiliser la technologie des bases de données relationnelles afin de stocker les données sur l'Athènes antique. Au cours des 30 années suivantes, plus de 100 000 entrées ont été saisies en caractères grecs anciens et stockées à l'aide d'une base de données embarquée de type Empress.
Le projet de John Traill trouve son origine dans les travaux de Benjamin Dean Meritt visant à maintenir à jour les données sur la prosopographie athénienne. Comme Traill, Meritt a vu le potentiel de l'ordinateur pour rendre dynamiques et extensibles les ressources papier à Institute for Advanced Study. En 1972, Traill s'est attelé à la saisie des données. Meritt était professeur émérite d'épigraphie grecque à l'Institute for Advanced Study de Princeton.
Basé sur le fichier Meritt de l'Institute for Advanced Study de Princeton, "Persons of Ancient Athens" comprend également des références complètes avec des textes pour documenter chaque fait biographique. Hébergé à l'origine à l'Université Victoria de l'Université de Toronto, anciennement Victoria College, le projet "Athéniens" est aujourd'hui situé dans le département des lettres classiques de l'Université de Toronto.

## Liens Externes
- (en) Site officiel
- Website Attica
- Athenian Project